# Résolution 2040 du Conseil de sécurité des Nations unies
Membres permanents
- Chine
- États-Unis
- France
- Royaume-Uni
- Russie

Membres non permanents
- Afrique du Sud
- Allemagne
- Azerbaïdjan
- Colombie
- Guatemala
- Inde
- Maroc
- Pakistan
- Portugal
- Togo

Résolution no 2039 Résolution no 2041
La résolution 2040 du Conseil de sécurité des Nations unies a été adoptée à l'unanimité le 12 mars 2012.

## Contenu
La résolution modifie une disposition relative à l'application de l'embargo sur les armes en Libye; étend et modifie le mandat d'un groupe d'experts allégé. 